# Patellinoides
Patellinoides es un género de foraminífero bentónico de la subfamilia Hergottellinae, de la familia Patellinidae, suborden Spirillinina y del orden Robertinida. Su especie tipo es Patellinoides conicus. Su rango cronoestratigráfico abarca el Holoceno.

## Clasificación
Patellinoides incluye a las siguientes especies:
- Patellinoides conicus
- Patellinoides depressa